# Independența (Constanța megye)
Independența község Constanța megyében, Dobrudzsában, Romániában. A hozzá tartozó települések: Fântâna Mare, Movila Verde, Olteni és Tufani.

## Fekvése
A település az ország délkeleti részén található, Konstancától hatvan kilométerre délnyugatra, a legközelebbi várostól, Negru Vodătól huszonhét kilométerre, északnyugatra.

## Története
Régi török neve Bayramdede. Mai nevének jelentése: függetlenség.

## Lakossága
A nemzetiségi megoszlás a következő:
| 2002     | 2002 | 2002   |
| -------- | ---- | ------ |
| Románok  | 2495 | 79,06% |
| Törökök  | 414  | 12,95% |
| Tatárok  | 282  | 8,82%  |
| Magyarok | 3    | 0,09%  |
| Romák    | 1    | 0,03%  |
| Németek  | 1    | 0,03%  |
| Összesen | 3196 | 100,0% |